# Marianne Bastid-Bruguière
Marianne Bastid-Bruguière (13 de noviembre de 1940) es una geógrafa e historiadora, además de doctora en Letras, maestra y sinóloga francesa.

## Biografía
Nació el 13 de noviembre del año 1940. Es hija de Paul Bastid (jurista y político francés, Ministro de Comercio durante el Frente Popular) y Suzanne Basdevant (experta y profesora de Derecho Internacional). 
Se graduó en el Instituto Nacional de Lenguas y Civilizaciones Orientales, al cual asistió debido a su interés en China. Interés nacido durante su infancia, gracias a un estudiante chino de su madre, quien realizó una tesis sobre la guerra de Corea y la civilización coreana en general.
Antes del Instituto de Lenguas y Civilizaciones Orientales se había graduado en una Escuela Técnica Superior. Y tras el Instituto, dio clases en la Universidad de Pekín en los años 1964 y 1965.
En 1969 consiguió un trabajo en el Centro Nacional de Investigaciones Científicas. Aparte de su investigación, también se dedica a dar clases en el Instituto de Estudios Políticos de Estrasburgo, en la Universidad de París VII (Universidad Diderot) y en la Escuela de Estudios Avanzados en Ciencias Sociales.
Ella es miembro de la Sociedad de Estudios Asiáticos y de la Academia Europæa. De 1992 a 1996 presidió la Asociación Europea de Estudios Chinos. Fue elegida el 12 de noviembre de 2001 como miembro en la Academia de Ciencias Morales y Políticas, sucediendo a René Pomeau. Preside la Academia desde 2012.

## Distinciones y honores
Ha recibido doctorados honoris causa por la Academia Rusa de las Ciencias y por la Universidad de Aberdeen.

### Medallas
- Gran Oficial de la Legión de Honor, desde abril de 2010.

## Obra
- «Aspectos de la reforma de la educación en China: de los escritos de Zhang Jian», París, La Haya, Mouton, (cop. 1971).
- «Tradición y Revolución: La educación en China central», Ginebra: Documentación e Investigación sobre Asia (1973)
- «La evolución de la sociedad china a finales de la dinastía Qing: 1873-1911», París: Escuela de Estudios Avanzados en Ciencias Sociales (1979).
- «La reforma política en China», París: Documentación francesa, (1988).
- «Seguridad vial: ¿Son los accidentes de tráfico inevitables?», París: PUF, (2003).